# Dan njemačkoga jedinstva
Dan njemačkoga jedinstva  (njem. Tag der Deutschen Einheit) državni je praznik u Njemačkoj, koji se prema Ugovoru o ujedinjenju iz 1990. obilježava 3. listopada. Taj njemački Dan državnosti podsjeća na ponovno ujedinjenje Njemačke, koje je "ostvareno pristupanjem Njemačke Demokratske Republike Saveznoj Republici Njemačkoj [...] 3. listopada 1990. godine". Tim su ujedinjenjem Brandenburg, Mecklenburg-Zapadno Pomorje, Saska, Saska-Anhalt i Tiringija te Berlin (grad i cijela njegova regija) postali nove pokrajine Savezne Republike Njemačke.
Povijesno gledano, od početka 19. stoljeća njemačko jedinstvo (njem. Einigkeit) odraz je težnje njemačkih pokrajina za ujedinjenjem u jednu državu. Motiv jedinstva također je prisutan i u njemačkoj državnoj himni.

## Vanjske poveznice

### Sestrinski projekti
|  | Zajednički poslužitelj ima još gradiva o temi Dan njemačkoga jedinstva |

### Mrežna mjesta
- (njem.) Bundeszentrale für politische Bildung – Staatssymbole: Tag der deutschen Einheit
- (njem.) Informations-Portal zur politischen Bildung: Berliner Mauerfall und Deutsche Einheit
- (njem.) www.augsburger-allgemeine.de – Martin Ferber: "3. Oktober: Warum feiern wir den Tag der Deutschen Einheit?", objavljeno 4. listopada 2017.